# Уткінеєво
Уткіне́єво (рос. Уткинеево, башк. Үткен) — присілок у складі Дюртюлинського району Башкортостану, Росія. Входить до складу Суккуловської сільської ради.
Населення — 143 особи (2010; 131 у 2002).
Національний склад:
- башкири — 60 %
- татари — 34 %